# قسم العير (السدة)

تعديل مصدري - تعديل

قسم العير محلة تابعة لقرية سوق الثلوث، التابعة لعزلة وادي حجاج بمديرية السدة إحدى مديريات محافظة إب في الجمهورية اليمنية.، بلغ تعداد سكانها 104 حسب تعداد اليمن لعام 2004.